# Alberto Y Lost Trios Paranoias
Alberto y Lost Trios Paranoias (auch die „Albertos“ genannt) war eine 1973 in Manchester gegründete Comedy-Rockband.  Der Name der Band ist eine Verballhornung der lateinamerikanischen Band Alberto y Los Trios Paraguayos.

## Bandgeschichte
Die Gruppe wurde 1973 von ehemaligen Mitgliedern der Rockband Greasy Bear, dem Sänger Chris „C. P.“ Lee und dem Schlagzeuger Bruce Mitchell gegründet. Weitere Mitglieder waren die Musiker Bob Harding (Gesang, Gitarre, Bass), Les Prior (Gesang), Simon White (Gitarre), Tony Bowers (Bass, Gitarre), Jimmy Hibbert (Gesang) und Ray „Mighty Mongo“ Hughes als zweiter Schlagzeuger.
Die Band wurde zu einem beliebten Support Act und spielte beispielsweise im Vorprogramm von Hawkwind auf dessen Tour 1974. Die Gruppe parodierte in Text, Musik und Auftreten Popgruppen der 1970er Jahre wie Abba und Devo. Das Stück mit dem Titel Anadin, angelehnt an den Handelsnamen für ein rezeptfreies Kopfschmerzmittel war eine Bearbeitung von Lou Reeds Song Heroin. 
Sie veröffentlichten drei Alben und eine Vielzahl von Singles. Auf der von Stiff Records veröffentlichte EP Snuff Rock aus dem Jahr 1977 machte sich die Band über das Punkrock-Phänomen lustig und zielte auf die Sex Pistols (Gobbing On Life), The Damned (Kill) und The Clash (Snuffin’ Like That). Die Single Heads Down No Nonsense Mindless Boogie, eine Parodie auf die Band Status Quo, erreichte 1978 Platz 47 in den UK Singles Charts.
Les Prior starb 1980 an Leukämie. Die Band verbuchte 1982 einen Erfolg mit der britischen Fernsehsendung Teach Yourself Gibberish, trennte sich jedoch kurz darauf. Die Geschichte der Band erzählt C. P. Lee in seinem Buch When We Were Thin, das im Jahr 2007 veröffentlicht wurde.
Ein Konzert der Gruppe wurde 1978 im Rahmen der Fernsehreihe Rockpalast vom WDR aufgezeichnet und ausgestrahlt.

## Diskographie
- Alberto Y Lost Trios Paranoias – Transatlantic Records, 1976
- Italians From Outer Space – Transatlantic Records, 1977
- Skite – Logo Records, 1978